# Marchal (Grenade)
Pour les articles homonymes, voir Marchal.
Marchal est une commune de la province de Grenade dans la communauté autonome d'Andalousie en Espagne.